# Jurnalul Annei Frank (piesă de teatru)
Jurnalul Annei Frank este o adaptare teatrală a cărții Jurnalul Annei Frank care prezintă cei doi ani în care tânăra Anne Frank s-a ascuns de naziști împreună cu familia sa și cu alte patru persoane în anexa secretă a unei case din Amsterdam. Aceasta a avut premiera la Teatrul Cort din New York în 1955.

## Producția originală de pe Broadway
Piesa este o dramatizare realizată de Frances Goodrich și Albert Hackett și a fost reprezentată în premieră pe scena Teatrului Cort de pe Broadway în 5 octombrie 1955. Spectacolul a fost produs de Kermit Bloomgarden și regizat de Garson Kanin, cu decoruri scenice realizate de Boris Aronson și cu iluminat coordonat de Lee Watson. Distribuția a fost formată de Joseph Schildkraut ca Otto Frank, Susan Strasberg ca Anne Frank, David Levin ca Peter van Daan, Gusti Huber ca Edith Frank, Jack Gilford ca domnul Dussel, Dennie Moore ca doamna Van Daan și Lou Jacobi ca domnul Van Daan. Piesa a fost transferată la Teatrul Ambassador în februarie 1957 și a avut acolo ultimul spectacol pe 22 iunie 1957, fiind jucată pe Broadway fără întrerupere în 717 spectacole. Au fost efectuate apoi reprezentații pe întreg teritoriul Statelor Unite ale Americii cu distribuția originală, cu excepția lui Millie Perkins în rolul Annei Frank.
Au avut loc premiere simultane ale piesei în șapte orașe germane pe 1 octombrie 1956. La prima reprezentație a piesei la Amsterdam pe 27 noiembrie 1956 a asistat și regina Juliana.
Piesa a obținut Premiul Tony pentru cea mai bună piesă în 1956 și a fost, de asemenea, nominalizată pentru cea mai bună actriță (Susan Strasberg), cele mai bune decoruri (Boris Aronson), cele mai bune Costume (Helene Pons), cel mai bun regizor (Garson Kanin). Ea a primit, de asemenea, Premiul Pulitzer pentru dramaturgie care i-a fost decernat lui Albert Hackett și Frances Goodrich. Susan Strasberg a câștigat în 1956 Premiul Theatre World. Piesa a primit, de asemenea, în 1956 premiul New York Drama Critics Circle pentru cea mai bună piesă.

## Versiunea din 1997
Jurnalul Annei Frank a fost prezentată în iunie 1997, într-o revizuire realizată de Wendy Kesselman a adaptării lui Goodrich și Hackett, sub regia lui James Lapine. Otto Frank a fost interpretat de George Hearn, Anne de Natalie Portman, doamna Van Daan de Linda Lavin, domnul Van Daan de Harris Yulin și Edith Frank de Sophie Hayden. Piesa a avut o avanpremieră la Teatrul Colonial din Boston înainte de premiera oficială pe scena Music Box Theatre din Manhattan în decembrie 1997.
Producția a primit două nominalizări la premiile Tony în anul 1998, pentru cea mai bună relansare a unei piese și pentru cel mai bună actriță (Linda Lavin). De asemenea, a primit două nominalizări la premiile Drama Desk pentru interpretare masculină (Harris Yulin) și pentru interpretare feminină (Linda Lavin).
Piesa a fost interpretată de amatori și de companii profesioniste pe întregul glob.

## Legături externe
- The Diary of Anne Frank la Internet Broadway Database